# Alsarah
Alsarah (arabe: السارة), née en 1982, est une chanteuse américano-soudanaise, auteur-compositeur et ethnomusicologue. Elle est la leader du groupe Alsarah & the Nubatones, et joue avec d'autres groupes et à divers autres projets tels que The Nil Project. 

## Biographie
Alsarah est née en 1982 à Khartoum, au Soudan. Ses deux parents sont des militants des droits humains. Quand elle a huit ans, sa famille fuit le pays, pour éviter d'être tués comme  dissidents pendant le coup d'État de 1989, mené par le futur président Omar el-Bechir. Ils vivent ensuite à Taez, au Yémen, avant de s'enfuir à nouveau en raison de la guerre civile de 1994. Ils gagnent les États-Unis, réclamant l'asile politique et s'installant à Boston. Au cours de cette période agitée, elle trouve souvent du réconfort dans la musique, l'écoute d'enregistrements illicites (bootleg) au Yémen et l'apprentissage du piano avec un ami de la famille.
Aux États-Unis, elle chante dans plusieurs chœurs de musique du monde, et fréquente l'école secondaire à la Pioneer Valley Performing Arts Charter Public School. Elle étudie l'ethnomusicologie à l'Université Wesleyenne, où elle écrit sa thèse consacrée au zār, « un rituel où, à travers l’encens et la musique, on arrive à la transe »,. Après avoir obtenu son diplôme en 2004, elle déménage à New York et commence à chanter professionnellement en arabe, en parallèle de petits boulots. Elle chante aussi pour le Zanzibari band Sound of Tarab.

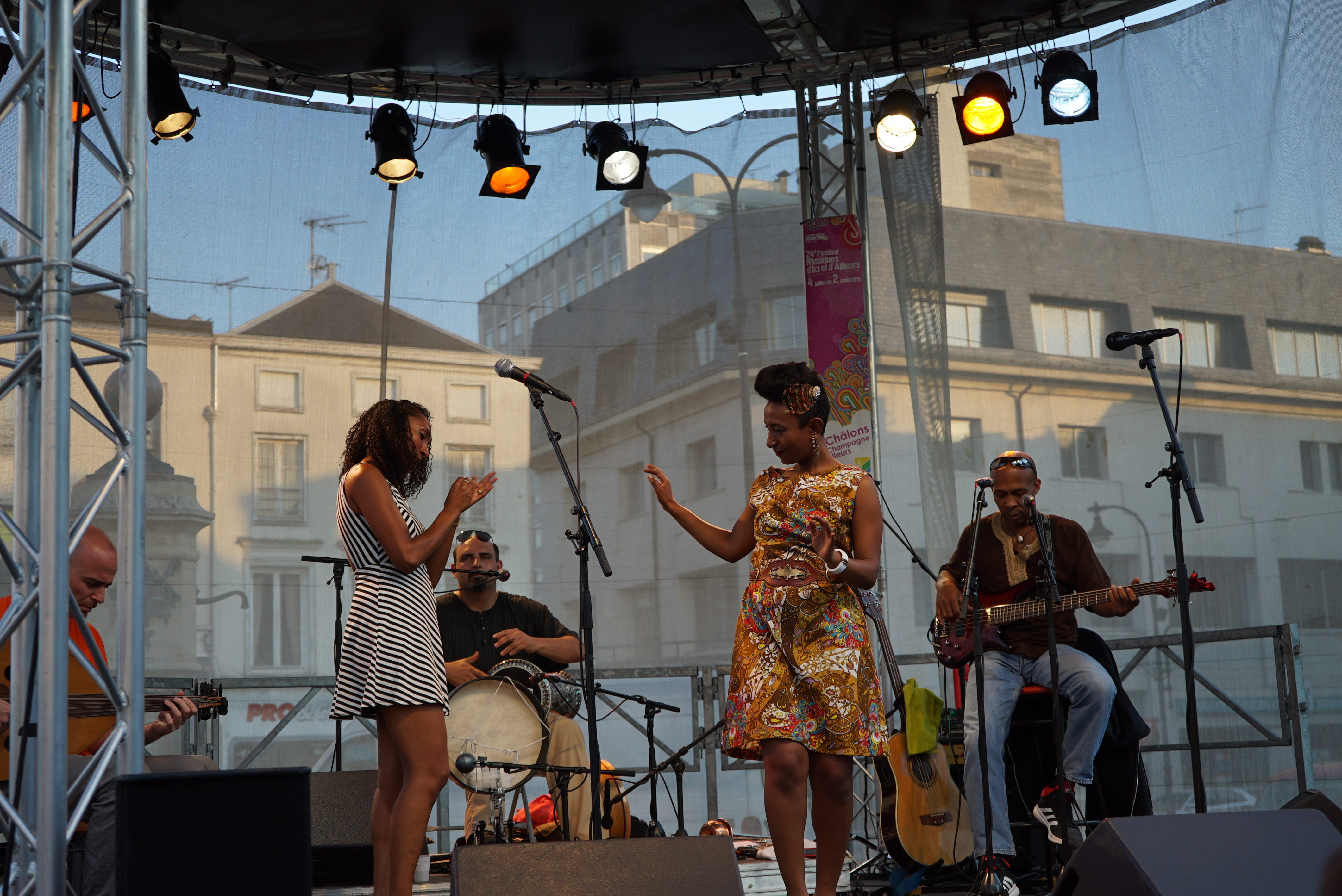
Alsarah & the Nubatones en 2015 à Châlons-en-Champagne en France.

En 2010,  elle forme le groupe Alsarah et the Nubatones, avec sa sœur, Nahid, choriste, le bassiste Kodjovi Mawuena, l'oudiste et luthier Haig Manoukian (remplacé par Brandon Terzic après sa mort), et le percussionniste Rami El-Aasser du Cafe Antarsia Ensemble.
En 2010, elle publie une vidéo musicale appelée « Vote! », avec le rappeur Oddisee, pour encourager les ressortissants soudanais à s'exprimer lors des élections générales soudanaises. En 2012, elle collabore avec l'oudiste et rabbinique américain  Zach Fredman sur l'album One Bead, le premier album de son groupe, The Epichorus.

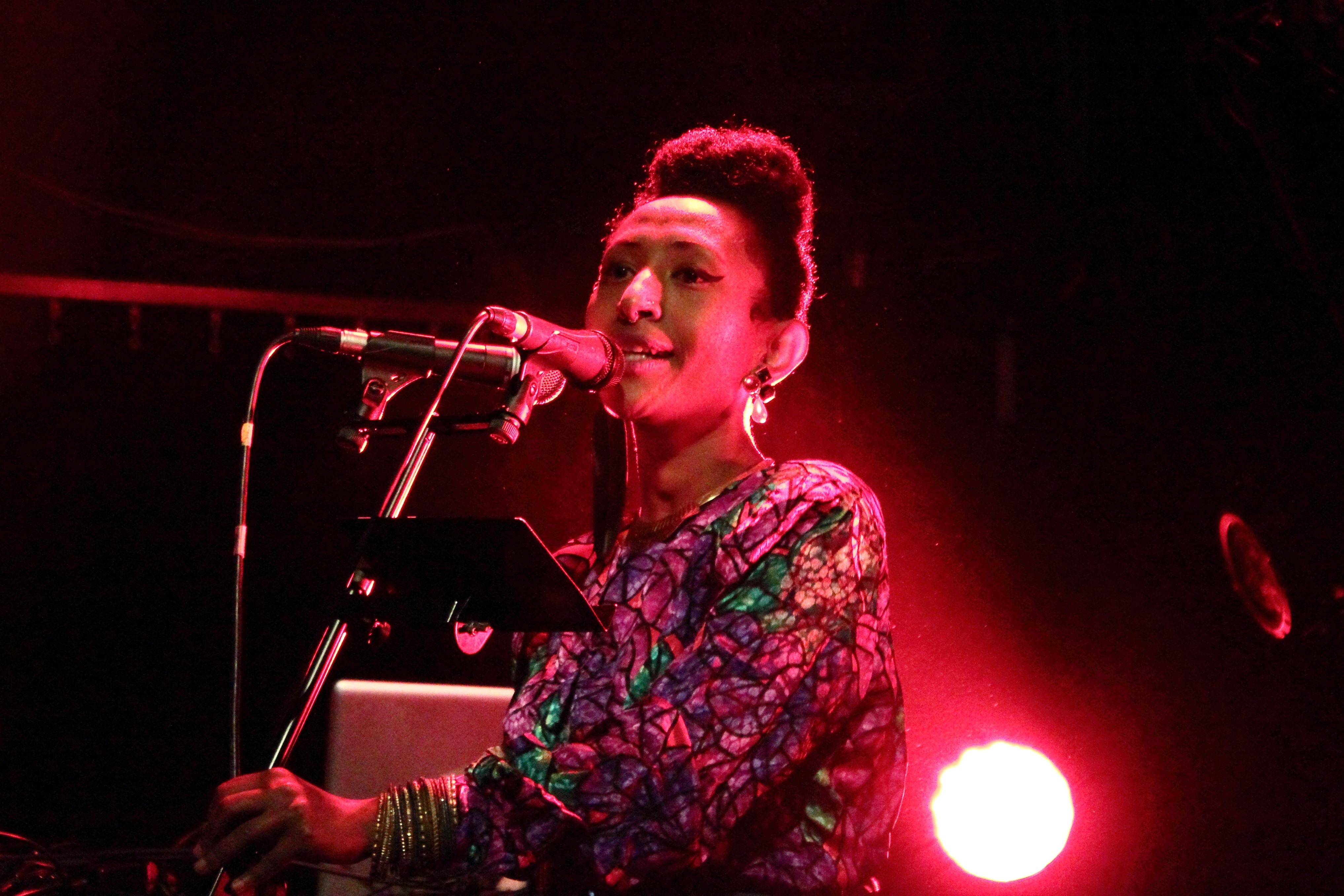
Alsarah, Poitiers, France en 2014.

En 2013, elle sort l'album Al Jawal, en collaboration avec le producteur français Xavier Thomas, alias Débruit, publié par le biais de Soundway Records. Elle joue au Waayaha Cusub's Reconciliation Music Festival, le premier festival de musique à Mogadiscio en 20 ans. Elle contribue à la chanson Salaam Nubie sur l'album du Nile Project, animé notamment par Mina Girgis et Meklit Hadero. L'album est enregistré lors d'un concert à Assouan, en Égypte,. Le Nile Project regroupe des musiciens issus du bassin du Nil, pour redécouvrir et approfondir les connexions culturelles entre les peuples de cette région.
Le groupe Alsarah et the Nubatones sort son premier enregistrement, Soukura EP, en 2014, suivi par l'album Sift  la même année. La chanson Soukura, qui apparaît sur les deux albums, est assortie d'une vidéo musicale publiée le 25 mars 2014 Ils effectuent une tournée, passant en Hongrie, Portugal, France, Émirats arabes unis, Maroc, Égypte, Suède et Lituanie.
En 2014 également, le documentaire Beats of the Antonov, qui  remporte le prix du public au festival international du film de Toronto 2014, la met en exergue.

## Nom de scène
Son nom de scène est une combinaison de son prénom avec l'article défini arabe.

## Discographie

### Albums Solo
- Aljawal ("Éternel Voyageur") (2013, Soundway) (avec Débruit)

### Avec Alsarah & the Nubatones
- Sift (2014, Wonderwheel Enregistrements)
- Soukura EP (2014, Wonderwheel)
- Manara ("Le Phare") (2016, Wonderwheel)

#### Vidéos musicales
- Soukura (2014)
- Habibi Taal (2014)
- Ya Watan (2016)

### Avec The Epichorus
- One Bead (2012)

### Autres
- The Nil Projet, Assouan (2013) – artiste invitée ("Salaam Nubie")
- Captain Planet, "Esperanto Slang" (2014) - artiste invitée ("Safaru")
- Dexter Story, Wondem (2015) – compositrice, artiste invitée ("Without an Address")

## Filmographie en tant que compositrice
- 2018 : Akasha de Hajooj Kuka